# 숭의동
숭의동(崇義洞)은 대한민국 인천광역시 미추홀구 남부의 법정동이다. 행정동 숭의1·3동, 숭의2동, 숭의4동을 관할한다.

## 교통
- 도원역
- 제물포역
- 숭의역

## 사진

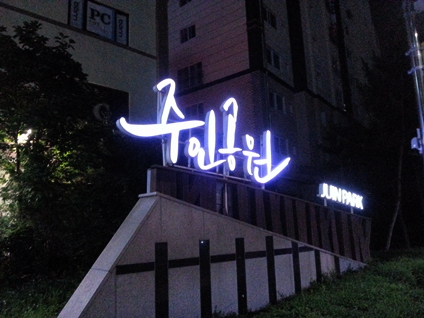
숭의4동 주인공원